# زبان برنامه‌نویسی نسل پنجم
زبان برنامه‌نویسی نسل پنجم (5GL) هر زبان برنامه‌نویسی مبتنی بر حل مسئله با استفاده از محدودیت‌های داده شده به برنامه، به جای استفاده از یک الگوریتم نوشته شده توسط یک برنامه‌نویس است.  اکثر زبان‌های برنامه‌نویسی مبتنی بر محدودیت و منطق و برخی دیگر از زبان‌های اعلانی، از زبان‌های نسل پنجم هستند.

## تاریخچه
در حالی که زبان برنامه‌نویسی نسل چهارم برای ساخت برنامه‌هایی خاص طراحی شده‌است، زبان‌های نسل پنجم طراحی شده‌اند تا کامپیوتر یک مسئلهٔ داده شده را بدون نیاز به برنامه‌نویس حل کند. به این ترتیب، کاربر تنها می‌بایست بر روی این‌که چه مسائلی باید حل شود و چه شرایطی باید برآورده شود، بدون نگرانی در مورد چگونگی پیاده‌سازی یک روال یا الگوریتم برای حل آن مسائل، متمرکز شود. زبان نسل پنجم به‌طور عمده در تحقیقات هوش مصنوعی استفاده می‌شود. اوپی‌اس۵ و مرکوری نمونه‌هایی از زبان‌های نسل پنجم می‌باشد.